# Abellio Greater Anglia Limited
Abellio Greater Anglia Limited is een Britse spoorwegonderneming die onder de naam Greater Anglia passagiersdiensten exploiteert in het oosten van Engeland. Het bedrijf is onderdeel van Abellio (een onderneming van Nederlandse Spoorwegen). 

## Activiteiten
Greater Anglia rijdt treinen in de oostelijke regio van Engeland, in de graafschappen Essex, Hertfordshire, Cambridgeshire, Suffolk en Norfolk. Ook rijdt Greater Anglia treinen vanuit deze graafschappen naar Groot-Londen. Uitgangspunt van deze treindiensten is Station London Liverpool Street.

## Spoorwegmaterieel
In deze lijst is rollend materieel te vinden dat in 2013 bij Greater Anglia in gebruik is.

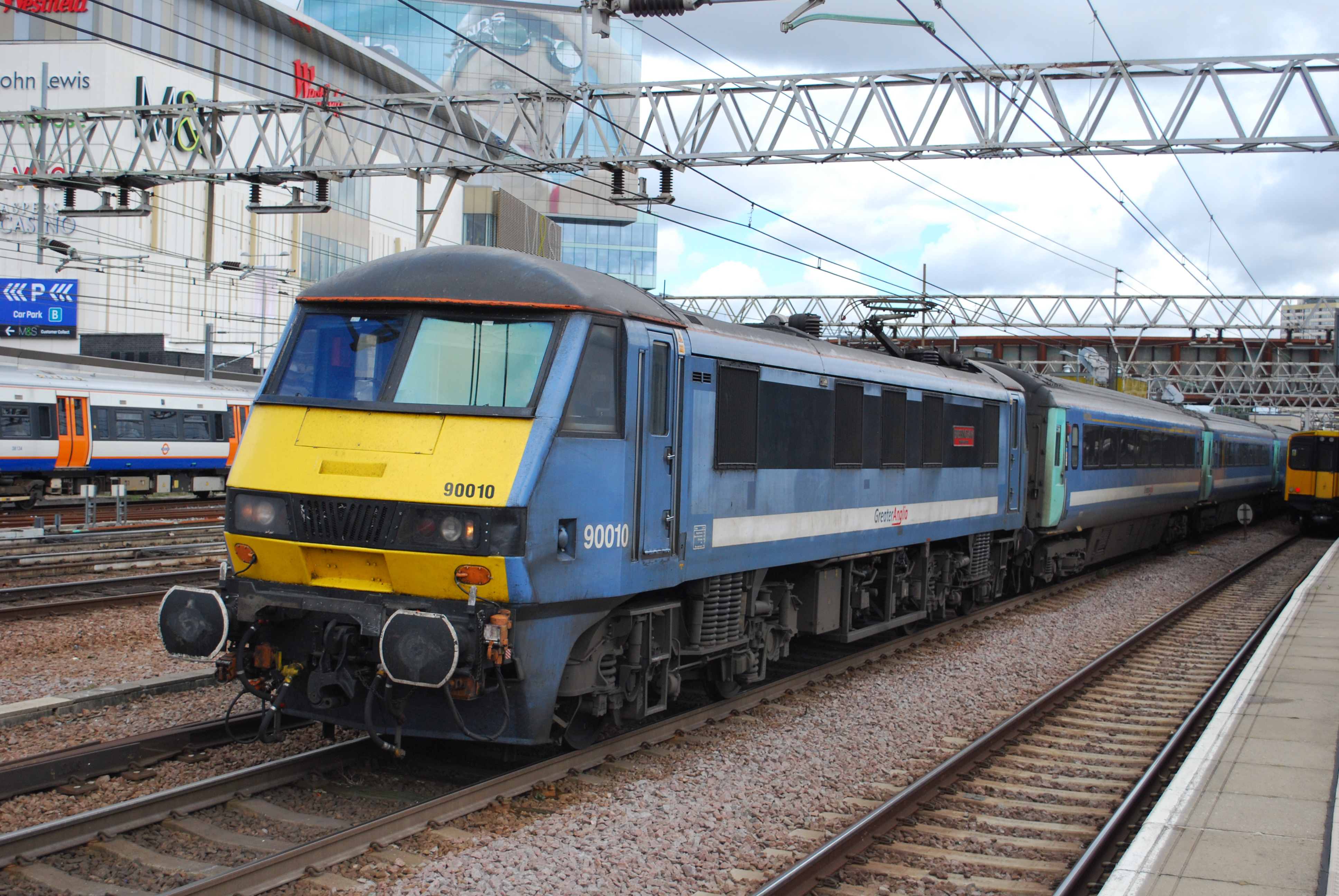
Class 90 locs worden met rijtuigen gebruikt aan de Intercity-dienst tussen Londen en Norwich.
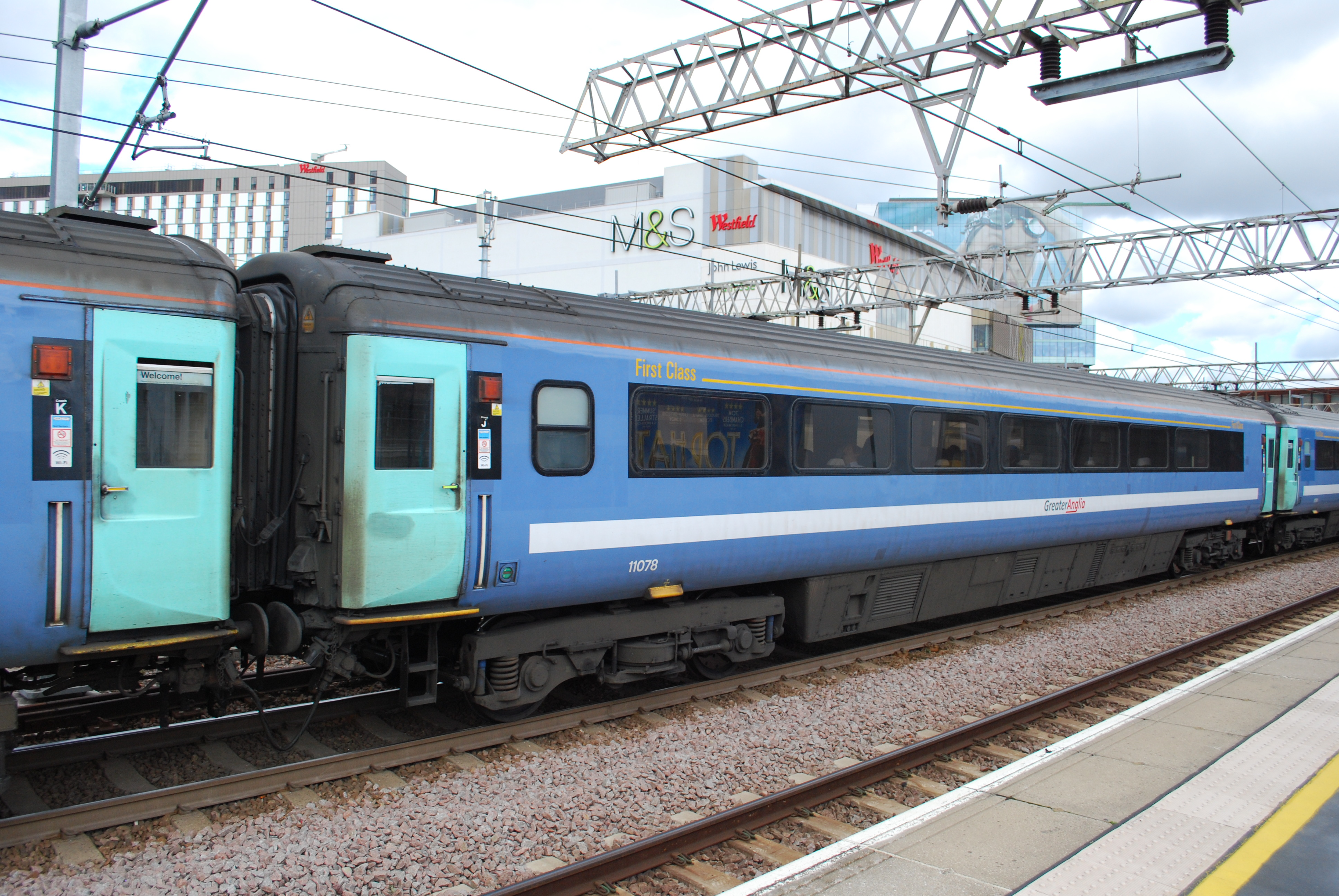
Deze rijtuigen worden ingezet tussen Londen en Norwich met Class 90 locs.
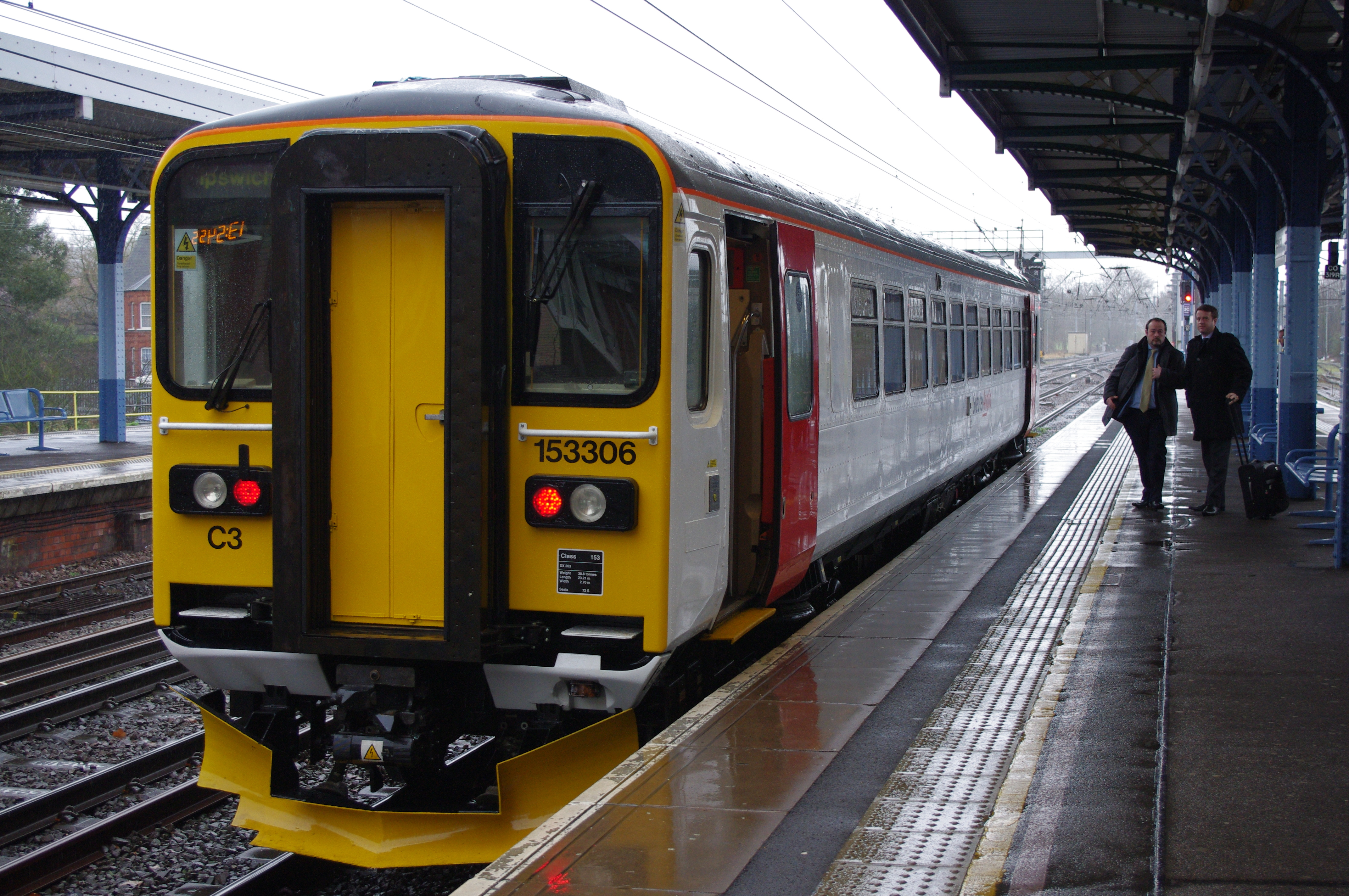
Class 153 rijden op de regionale lijnen zonder elektrische bovenleiding.
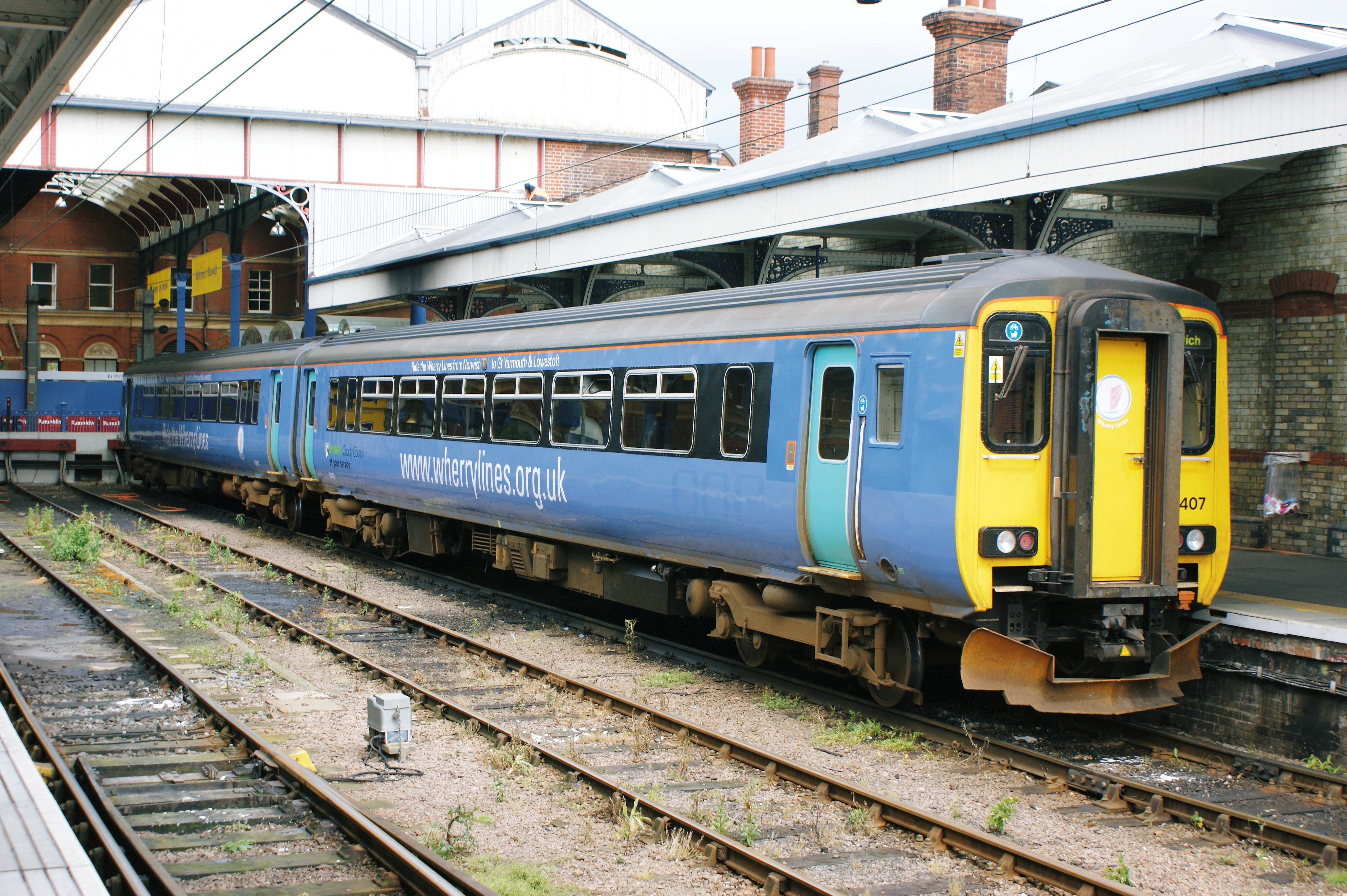
Class 156 rijden op de regionale lijnen zonder elektrische bovenleiding.
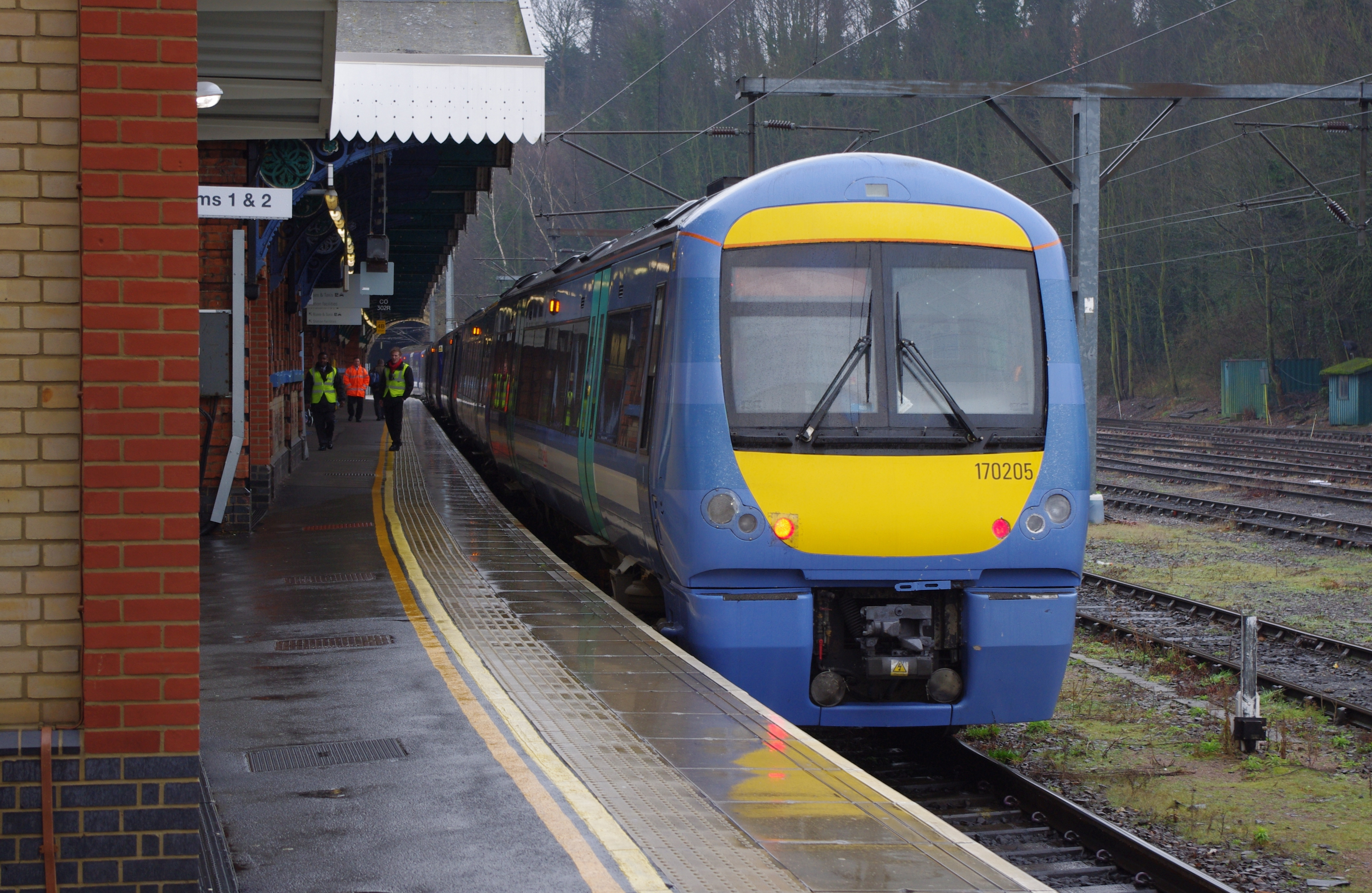
Class 170 rijden op de regionale lijnen zonder elektrische bovenleiding, behalve Marks Tey-Sudbury
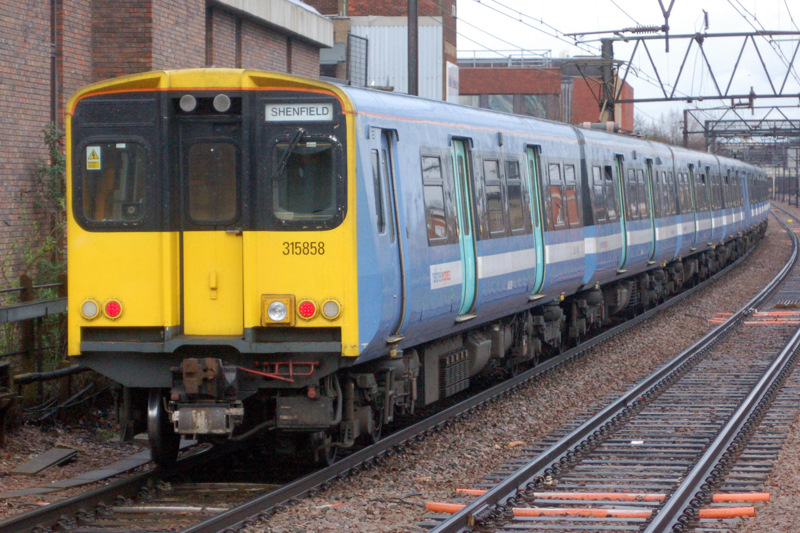
Class 315 rijden vooral op de lijnen in Groot-Londen, maar ook naar Southend Victoria en Southminster.
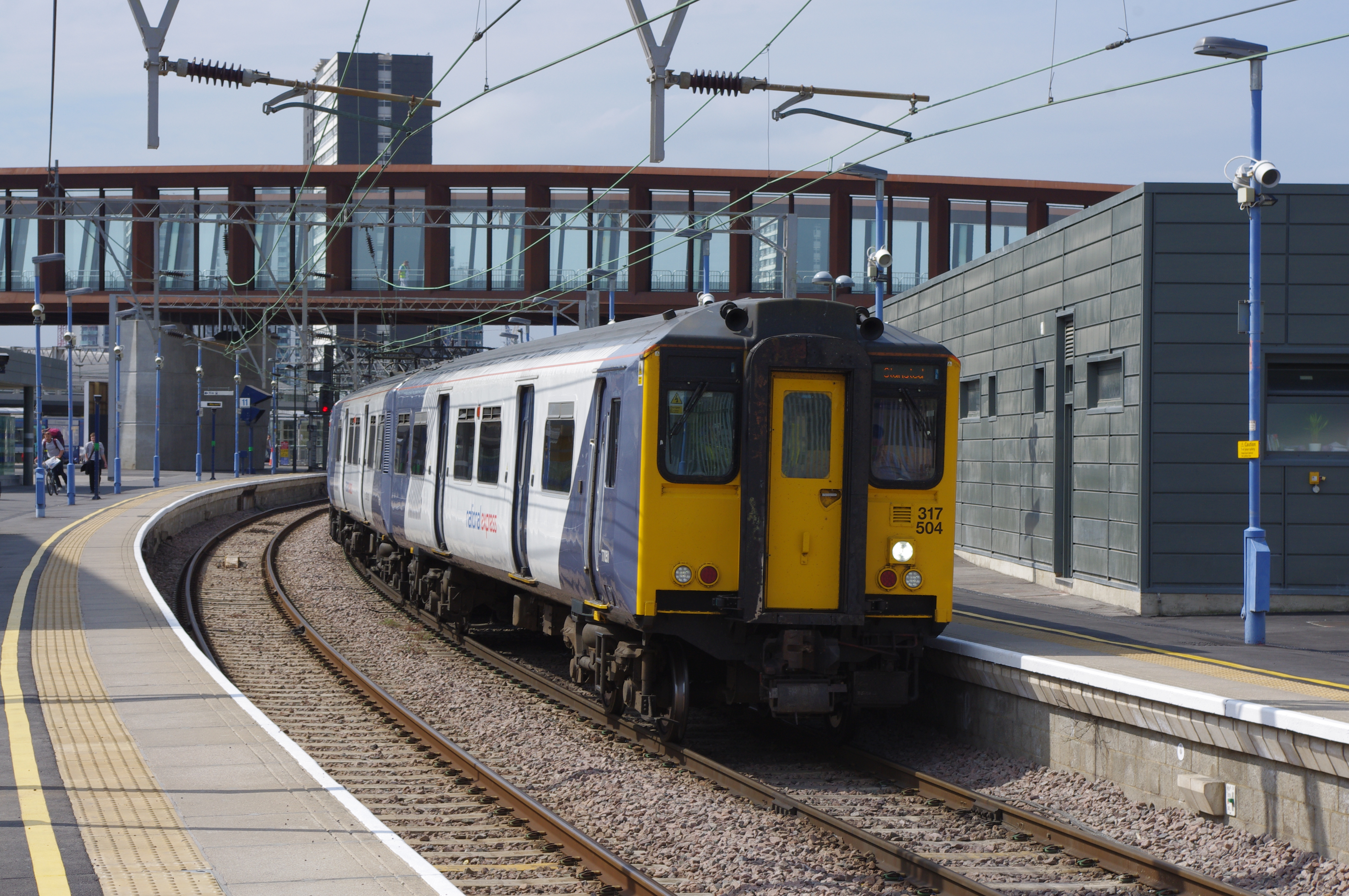
Class 317 rijden op de West Anglia Main Line, de lijn van Londen naar Cambridge, en ook de lijnen in Groot-Londen.
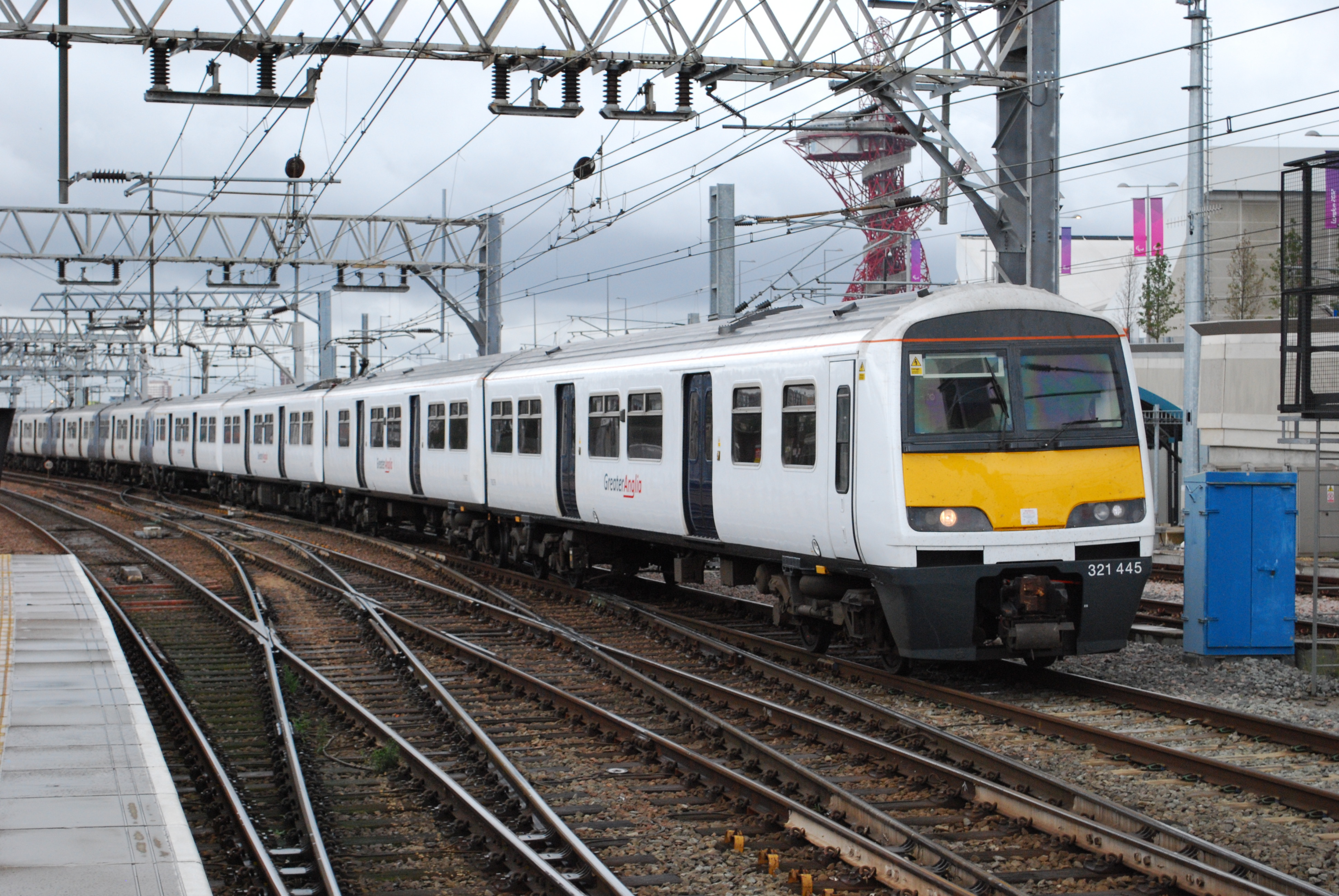
Class 321 rijden op de Great Eastern Main Line van Londen naar Braintree, Colchester, Ipswich, Clacton, Southend en ook Manningtree - Harwich en Wickford - Southminster.
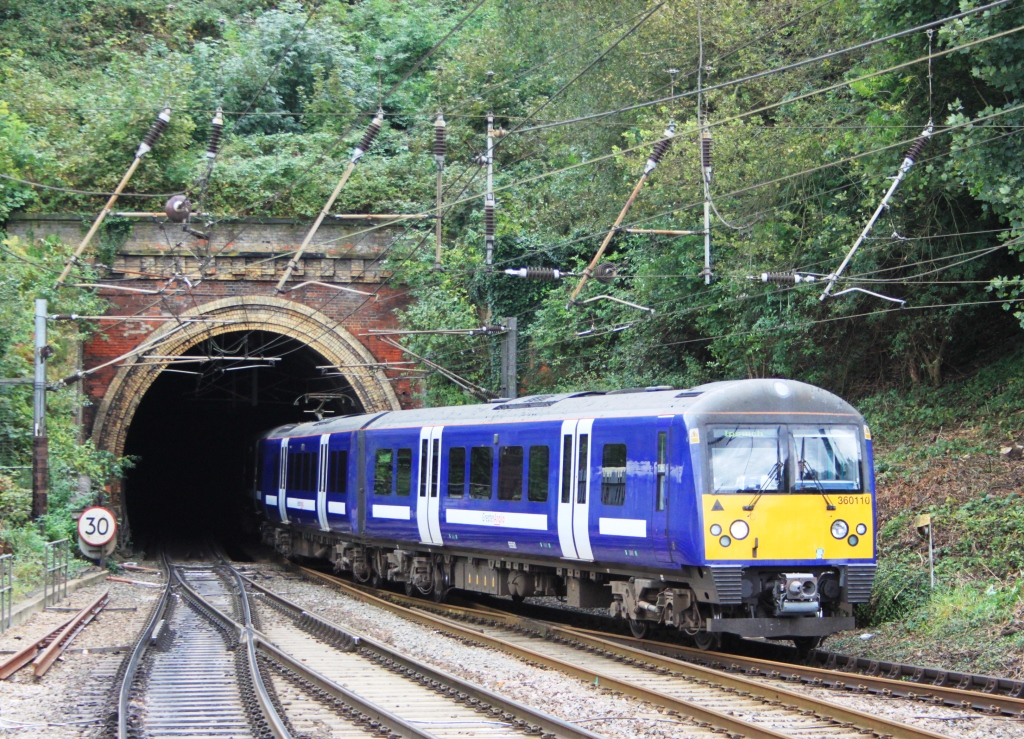
Class 360 rijden op de Great Eastern Main Line van Londen naar Colchester, Ipswich en Clacton en ook Manningtree - Harwich.
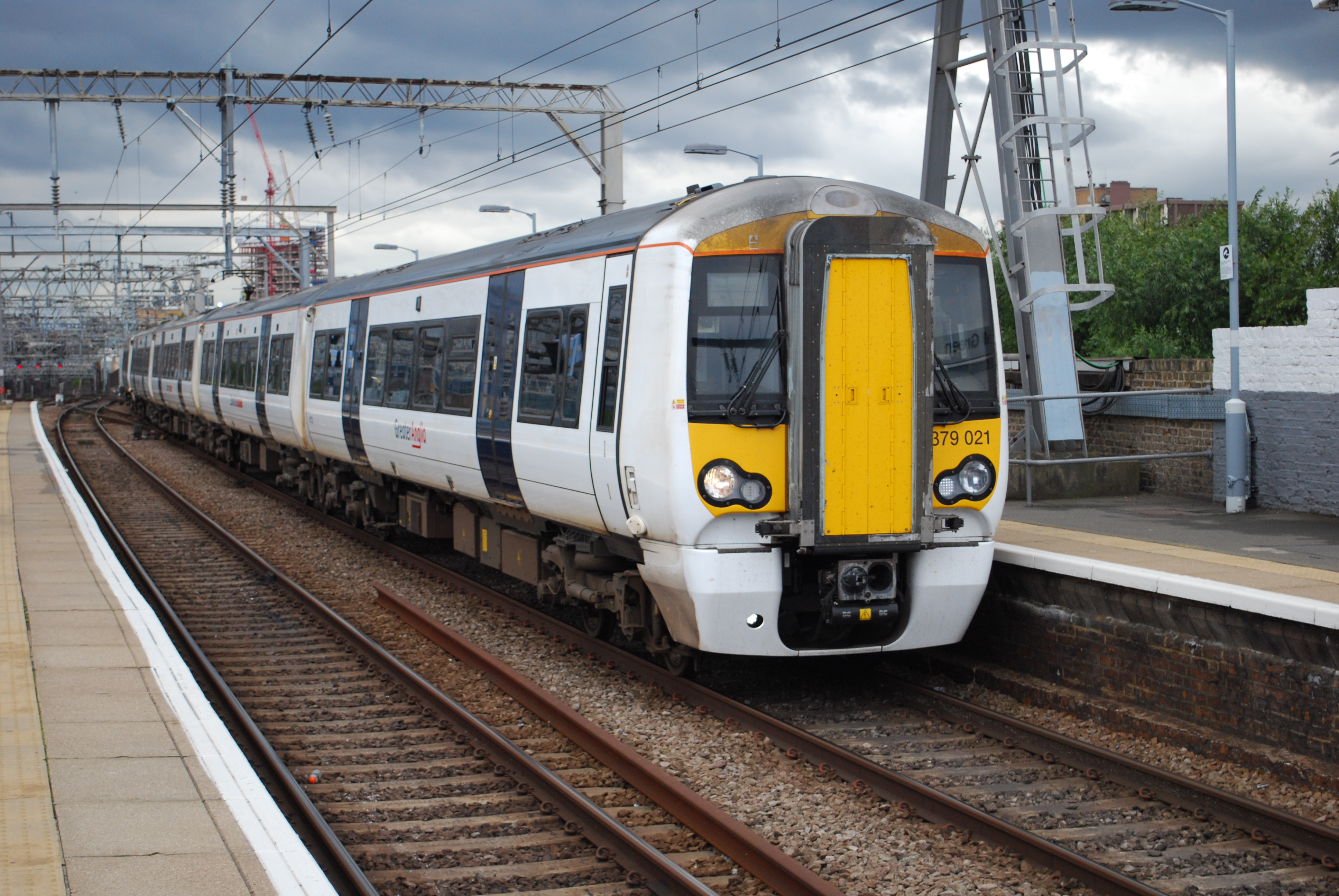
Class 379 rijden op de Stansted Express tussen Londen en Stansted Airport en ook tussen Londen en Cambridge.